# Метилювання
Метилюва́ння — введення в органічні сполуки метильної групи -СН3 замість атома водню, металу або галогену, форма алкілювання. 

## Загальний опис
Метилювання в термінальному положенні приводить до подовження вуглецевого ланцюга в молекулі на 1 атом.
Процеси метилювання білків та метилювання ДНК вкрай важливі для життєдіяльності всіх організмів. Ці процеси каталізуються ферментами та є частиною процесів модифікації важких металів, регуляції експресії генів, сигнальних шляхів та метаболізму РНК.

## Вичерпне метилювання
(англ. exhaustive methylation)
Стосується метилювання амінів і фосфінів, у результаті якого утворюються четвертинні солі.
>N–H + ICH3 → >N(CH3)2+I–

## Інтернет-ресурси
- deltaMasses Detection of Methylations after Mass Spectrometry